# Simulium vigintifile
Simulium vigintifile är en tvåvingeart som först beskrevs av Dinulescu 1966.  Simulium vigintifile ingår i släktet Simulium och familjen knott.
Artens utbredningsområde är Rumänien. Inga underarter finns listade i Catalogue of Life.